# August Müller (Maler)

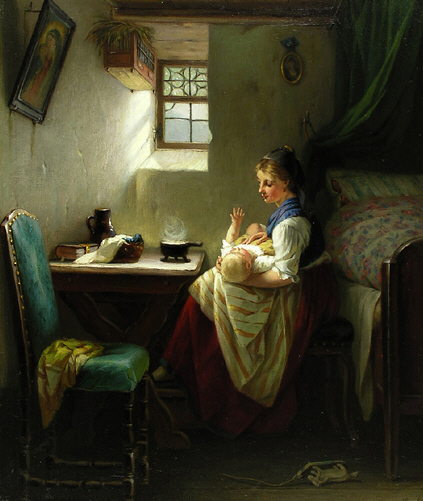
"Mutterliebe" (1871) von August Müller

August Müller (* 13. Juni 1836 in Rottweil; † 19. Mai 1885 in München) war ein deutscher Genremaler, der der Münchner Schule zugerechnet wird.

## Leben
August Müller wuchs in Tübingen auf, wohin sein Vater, früher Rechtsanwalt von Rottweil, als Justizsekretär berufen wurde. Er besuchte die Realschule, dem Wunsche der Eltern entsprechend sollte er später in der Landwirtschaft tätig werden. Ab 1858 war er unter Rustige künstlerisch tätig, er gewann mehrere Preise an der Stuttgarter Akademie und siedelte 1865 nach München über, wo er von seinen Landsleuten Jakob Grünenwald, Heinrich Schaumann und dem bekannten Tiermaler Anton Braith künstlerisch gefördert wurde. Der Münchener Kunstverein kaufte sein Bild Schreibunterricht an. Seine weiteren Bilder zeigen meist heitere Motive aus dem ländlichen Leben und verkauften sich gut.
Müller war verheiratet und galt in seinem Umkreis als geachteter Mann. Neben einer Gehirnhautentzündung litt er unter weiteren Krankheiten, er starb durch Freitod. Sein Nachlass aus 95 meist unvollendeten Gemälden, Skizzen und Studien wurde im Kunstverein ausgestellt und zum großen Teil verkauft, der aus zahlreichen Kostümen und reichhaltigen Ateliergegenständen bestehende Rest wurde in einer Auktion versteigert.

## Werke (Auswahl)
- Der Landarzt. 1867.
- Der Kunstfreund. 1868.
- Häusliches Glück, im humoristischen Gegensatz Häusliches Kreuz und Das größte Kreuz. 1869.
- Bittere Arznei. 1870.
- Mutterliebe. 1871.
- Zu Hause, ein alter bäuerlicher Junggeselle auf Freiersfüßen. 1873.
- In der Laube, Die genesende Mutter. 1880.
- Aus Tirol, Schwäbischer Fuhrmann. zwei kleine Mädchen, dem heiteren Treiben einer Henne und deren „Küchlein“ zuschauend, das tragikomische Zu theuer 1885.